# Victor Rask
Victor Emanuel Martin Rask (Leksand, 1º marzo 1993) è un hockeista su ghiaccio svedese.

## Palmarès

### Mondiali
- 1 medaglia:
  - 1 oro (Germania/Francia 2017)